# Esquadro

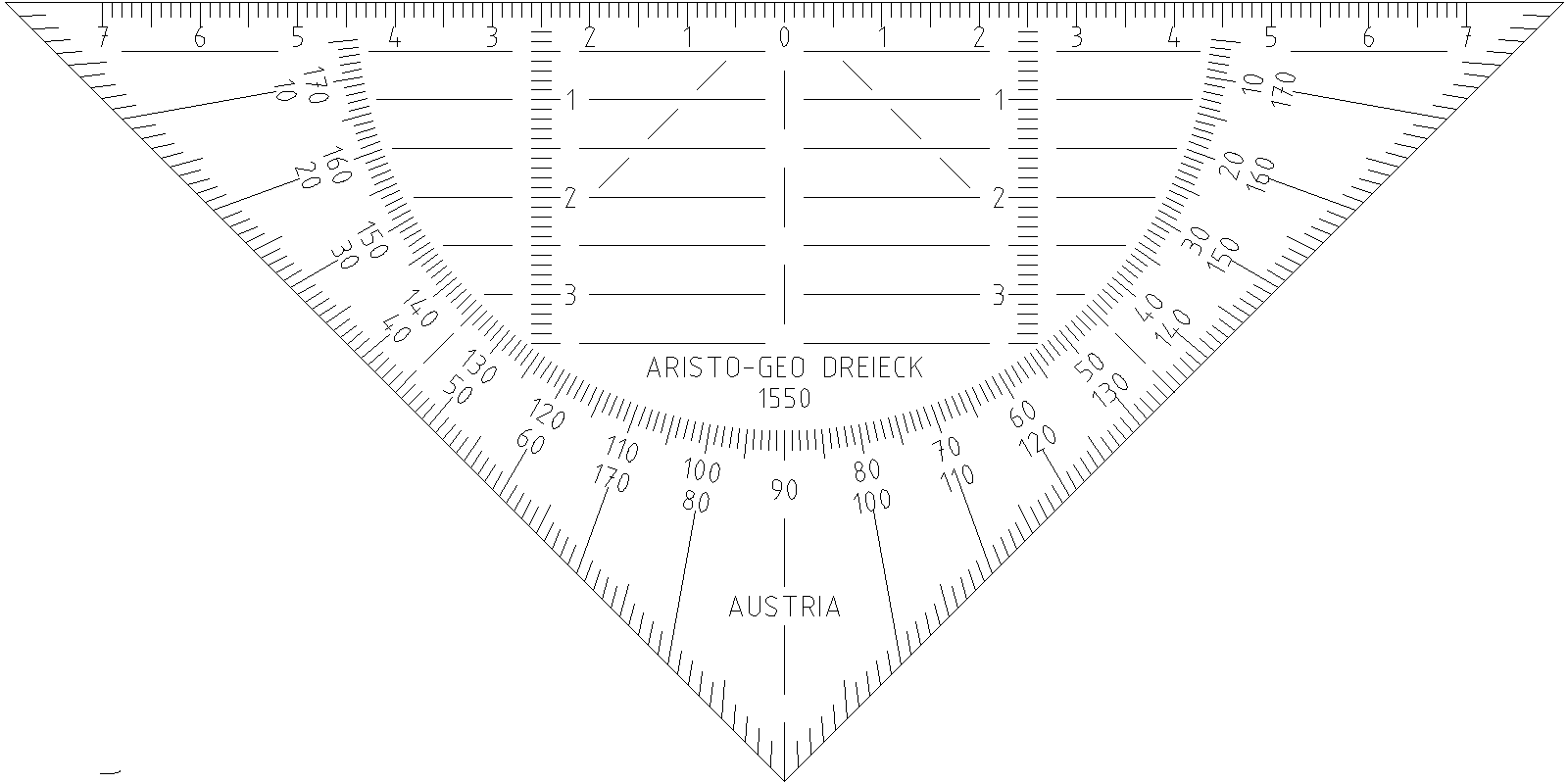
Um esquadro com escala de transferidor.

O esquadro é um instrumento de desenho utilizado em obras civis e que também pode ser usado para fazer linhas retas verticais com precisão para 90°.
Existem diversos tipos de esquadros: o primeiro, com o formato de um triângulo retângulo isósceles de 45º-45º-90º; o segundo, com o formato de um triângulo retângulo escaleno de 30º-60º-90º. Quanto ao tamanho, ou se tem ou não escala, depende das funções que se quer explorar com o instrumento. Para quem não sabe fazer transferência de ângulos, existe um tipo de esquadro que é adaptável com um transferidor, permitindo fazer qualquer ângulo. Em engenharia civil é utilizado para verificação de ângulos da paredes.

## História
Têm-se notícia que os primeiros a utilizar o esquadro foram os egípcios, tendo em vista que suas pirâmides são compostas de pedras perfeitamente esquadrejadas e com as bases perfeitamente esquadrejadas. Os egípcios descobriram que utilizando uma corda marcada em intervalos iguais e tomando-se as medidas 3, 4 e 5 para os lados de um triângulo, obtinham um triângulo retângulo, onde os catetos menores eram os lados de 3 e 4 unidades e a hipotenusa o lado maior. Assim, usavam essas medidas para confeccionar triângulos de madeira com a forma muito parecida com os esquadros que conhecemos hoje em dia, utilizando os mesmos para manter a perfeição de suas construções.

## Utilização

### Par de esquadros
O par de esquadros é usado como instrumento de desenho para solução de problemas de geometria gráfica. O par de esquadros é composto por um esquadro com 2 ângulos de 45º e outro com um ângulo de 30º e outro ângulo de 60º. Os esquadros são utilizados para traçar retas paralelas. Eles são diferentes na forma e na medida.
Num verdadeiro par de esquadros a hipotenusa do triângulo retângulo isósceles correspondente ao esquadro que tem os dois ângulos de 45° é congruente ao maior cateto do esquadro correspondente ao triângulo retângulo com ângulos de 30° e 60º.

### Construção "no esquadro"
Diz-se que uma obra qualquer está "no esquadro" quando o ângulo formado entre suas partes for reto (90°).